# Raúl Villar
Raúl Villar Cornago (Barcelona, 13 de octubre de 2007) es un jugador español de baloncesto que ocupa la posición de base. Formado en la cantera del FC Barcelona, en 2025 se incorporó a la NCAA con los Charlotte 49ers. Fue campeón del EuroBasket Sub-18 con la selección española en 2025 y participó en la Copa del Mundo Sub-17 en 2024.

## Trayectoria
Se incorporó al FC Barcelona en su etapa minibásquet (2018), llegando a ser el primer jugador formado íntegramente en la cantera en debutar con el primer equipo tras pasar por todas sus categorías.
Debutó en Euroliga el 27 de febrero de 2025 en un Clásico contra el Real Madrid, y pocos días después, el 2 de marzo, jugó sus primeros minutos en la Liga ACB frente al Río Breogán.
Durante la temporada 2024-25 compaginó su participación entre el júnior, el Barça Atlètic (Tercera FEB) y competiciones U-18, incluyendo el Adidas Next Generation Tournament, donde promedió 3,7 puntos, 2,6 rebotes, 3,1 asistencias y 6,1 de valoración.

## Selección nacional
Formó parte de la selección española Sub-17 que disputó la Copa del Mundo Sub-17 2024.
En el EuroBasket Sub-18 2025, fue campeón con España. Disputó 7 partidos con promedios de 9,0 puntos, 3,1 rebotes, 2,4 asistencias y 11,9 de valoración.

### Estadísticas destacadas EuroBasket Sub-18 2025
- Minutos por partido: 20,3
- Tiros de campo: 59,5 %
- Tiros libres: 70,8 %
- Tiros de tres: 38,5 %
- Valoración media: 11,9

## Palmarés
- Campeón de Europa Sub-18 (2025).[10]